# Maculonaclia grjebinei
Maculonaclia grjebinei es una especie de lepidóptero perteneciente a la familia Erebidae. Fue descrita por Griveaud en 1964. Puede encontrarse en Madagascar.